# Sépulture princière de Taplow
La sépulture princière de Taplow est une tombe de l'époque anglo-saxonne découverte en 1883 à Taplow, dans le Buckinghamshire. Jusqu'à la découverte des tombes de Sutton Hoo en 1939, il s'agissait de la plus somptueuse sépulture princière anglo-saxonne connue.

## Découverte

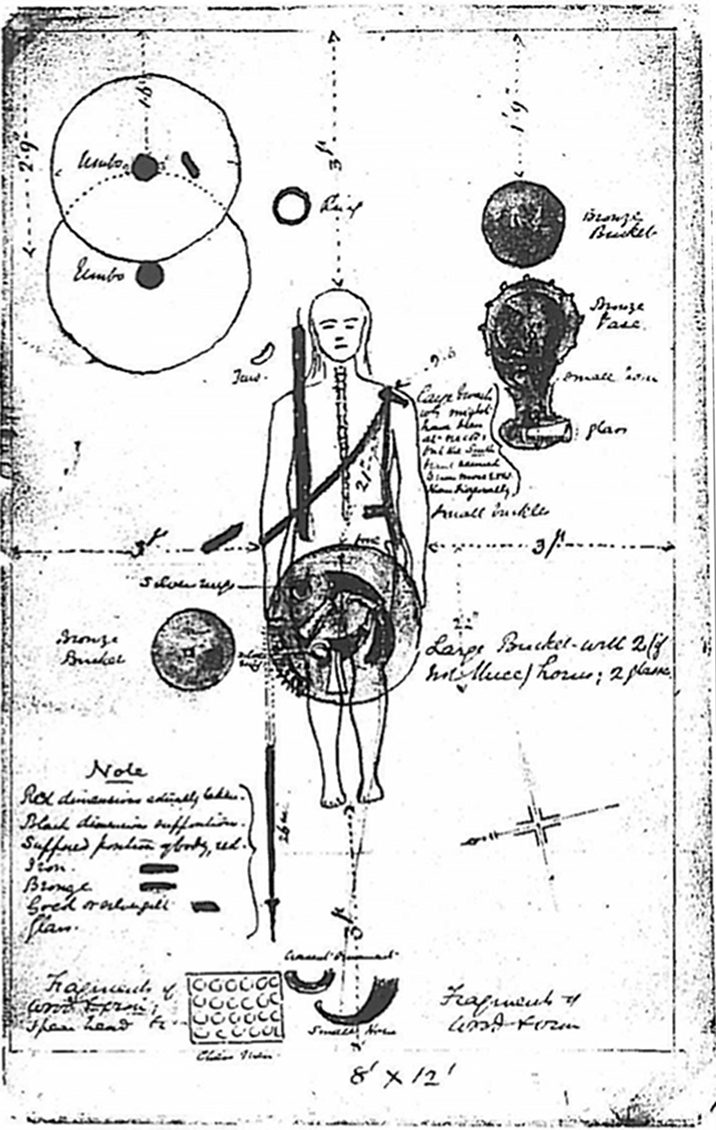
Un croquis de la sépulture réalisé au moment de sa découverte.

Dans le cimetière de l'ancienne église paroissiale de Taplow, détruite dans les années 1830, se dressait un tumulus couronné d'un if. Le nom même du village fait référence à cet imposant tertre : Taplow dérive du vieil anglais Tæppas hlāw, « le tumulus de Tæppa ».
Des archéologues amateurs de la région entreprirent d'excaver le tumulus en 1883, mais ils s'y prirent d'une façon particulièrement maladroite, en creusant sous les racines de l'if. Leurs efforts entraînèrent l'effondrement du tumulus et de l'arbre et causèrent des dégâts importants au contenu de la sépulture. Qui plus est, les objets qui y furent découverts ne furent pas catalogués avec précision, compliquant encore davantage la tâche aux historiens ultérieurs.

## La tombe
La chambre funéraire, aux parois en planches, se trouvait sous le niveau du sol au moment de l'inhumation. Elle abritait le corps du défunt, avec la tête orientée vers l'Est, sur un matelas de plumes.

## Les objets
Parmi les objets découverts dans la sépulture :
- une boucle de ceinture en or et cloisonnée de grenat[3] ;
- deux cornes à boire[4] ;
- quatre gobelets en verre[5] ;
- une série de pions en os, placés aux pieds du défunt[6].

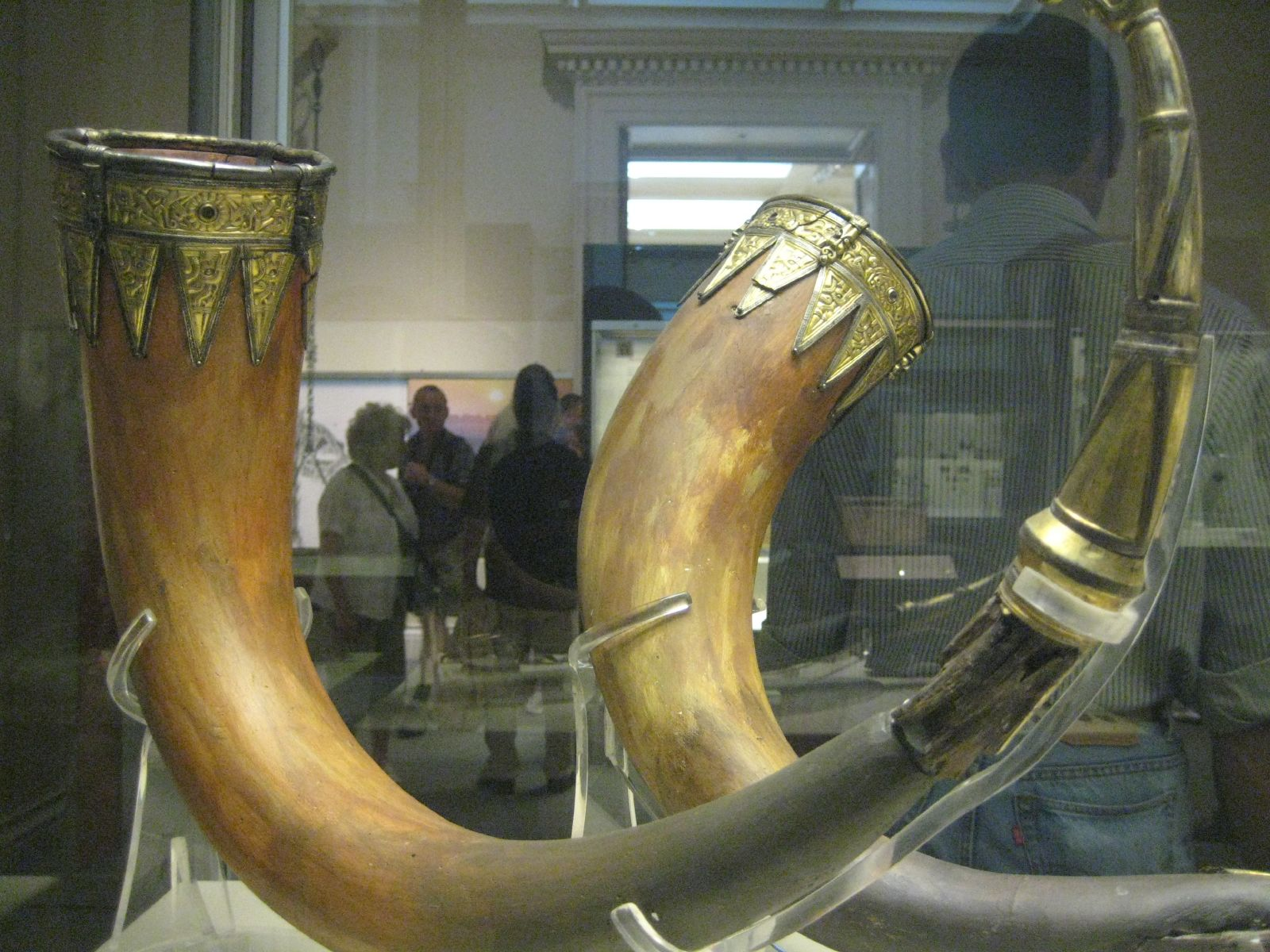
Les cornes à boire.
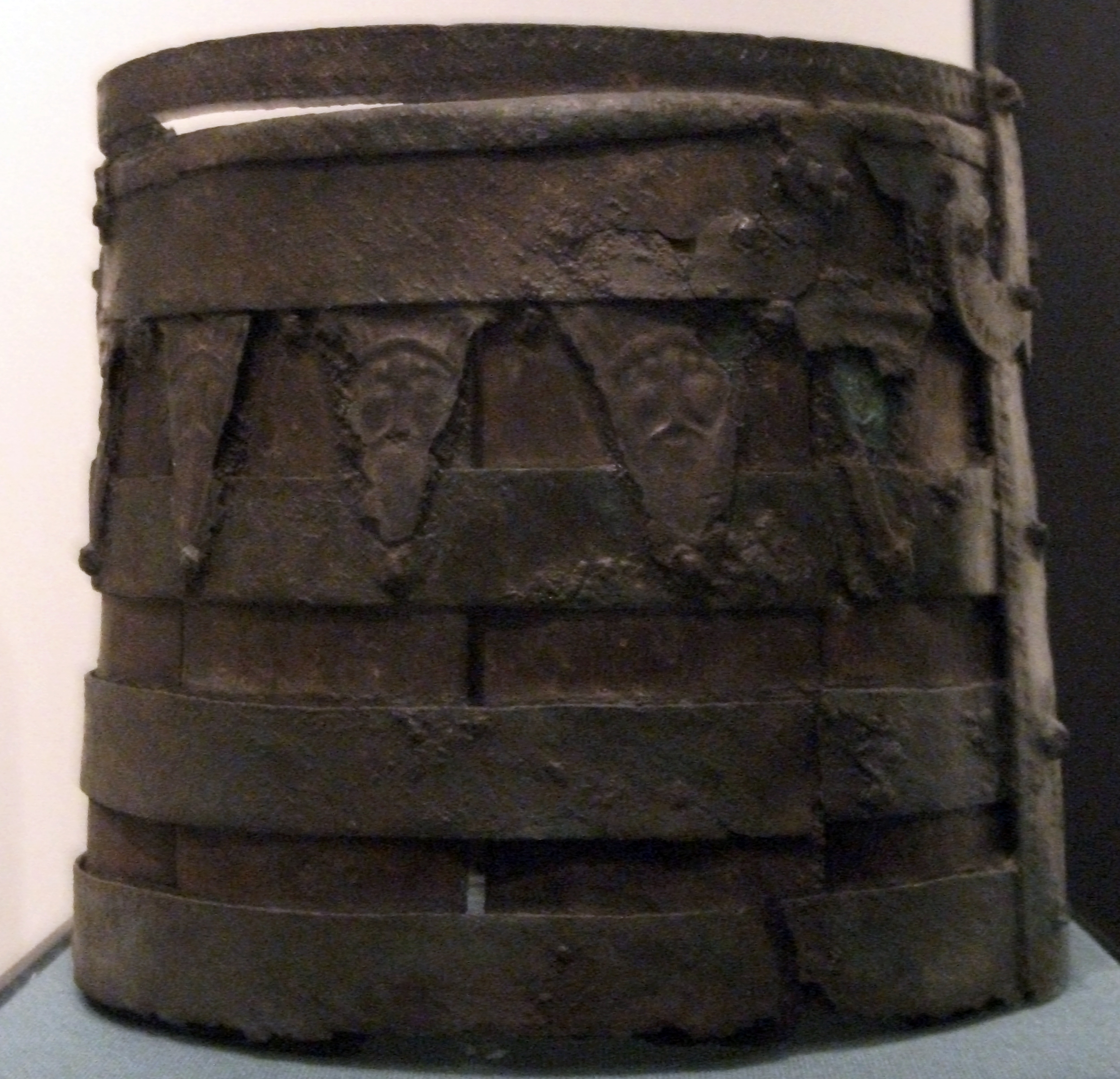
Un seau.
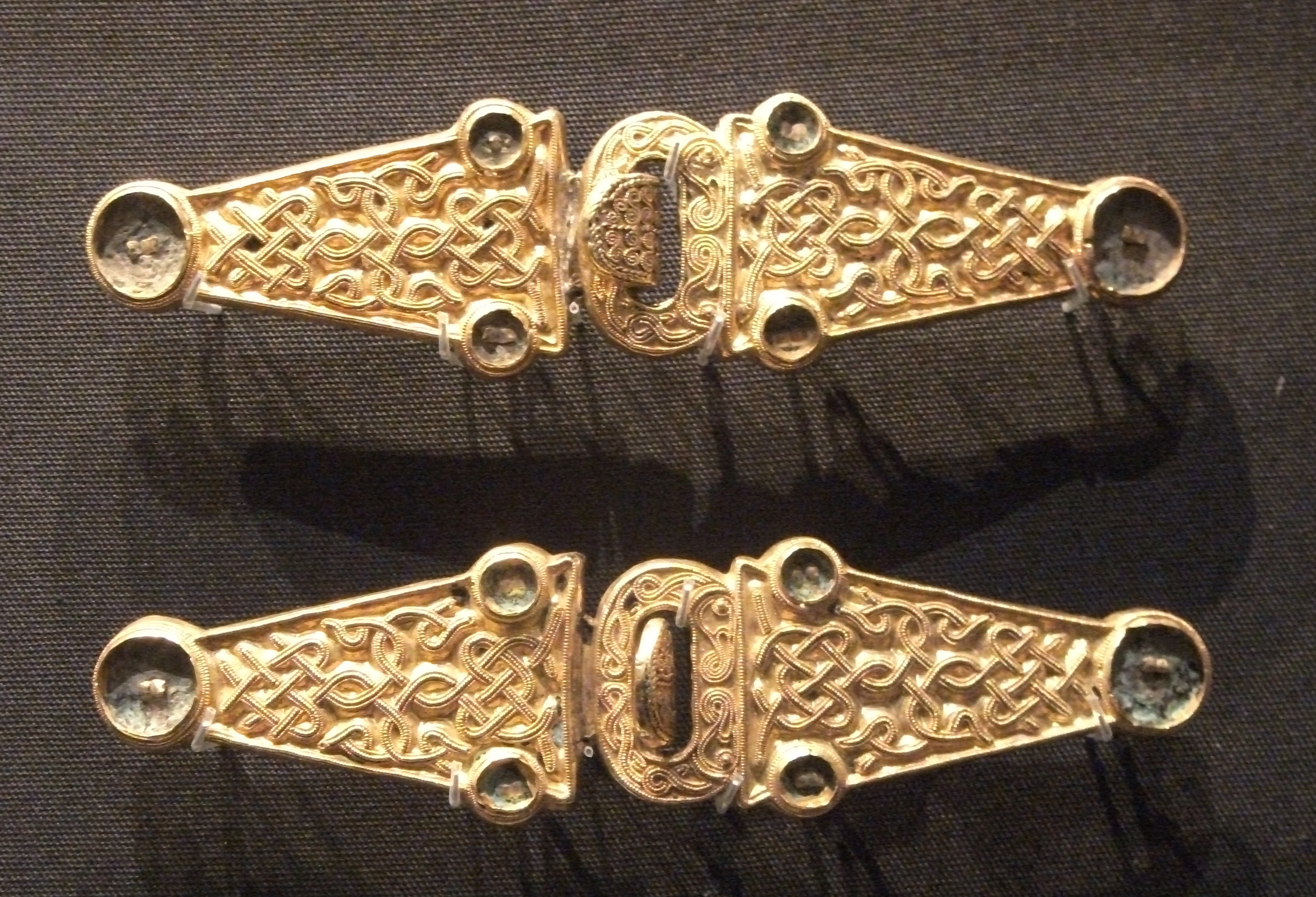
Des attaches.

## Le défunt
Le défunt est de sexe masculin. Son identité est inconnue, mais la richesse des objets découverts dans sa sépulture implique qu'il était une personne de haut rang, peut-être un souverain local, ce que pourrait corroborer la situation du tumulus, surplombant la vallée de la Tamise. L'origine kentique de plusieurs objets trahit peut-être son origine : il est possible qu'il ait été un roitelet de Kent, régnant au début du VIIe siècle sur cette partie hautement stratégique de l'Angleterre, aux confins du Wessex et de la Mercie.